# Tilly, Yvelines
Tilly là một xã trong vùng hành chính Île-de-France, thuộc tỉnh Yvelines, quận Mantes-la-Jolie, tổng Bonnières-sur-Seine. Tọa độ địa lý của xã là 48° 52' vĩ độ bắc, 01° 34' kinh độ đông. Tilly nằm trên độ cao trung bình là 126 mét trên mực nước biển, có điểm thấp nhất là 109 mét và điểm cao nhất là 152 mét. Xã có diện tích 7,80 km², dân số vào thời điểm 1999 là 439 người; mật độ dân số là 56 người/km².